# Zotero
Zotero est un logiciel de gestion de références bibliographiques multiplateforme, gratuit, libre et open source qui s'inscrit dans la philosophie du Web 2.0. Il permet de gérer des données bibliographiques et des documents de recherche (tels que des fichiers PDF, images, etc.). Ses principaux atouts  reposent sur l'intégration au navigateur web ; la possibilité de synchronisation des données depuis plusieurs ordinateurs, tablettes, ou smartphones tournant sur différents systèmes d'exploitation (Windows, macOS, Linux, iOS, Android...) ; la génération de citations (notes et bibliographies) pour les utilisateurs des logiciels LibreOffice, Microsoft Word, NeoOffice, Zoho Books et OpenOffice.org Writer grâce à l’installation d'un plugin. Le développement du logiciel est à l'initiative du Center for History and New Media (CHNM) de l'université George-Mason située dans la banlieue de Washington en Virginie.

## Histoire
Le projet Zotero digital research platform est initié en 2005 par Dan Cohen, maître de conférence au CHNM de l'université américaine George-Mason (GMU). Dès 2006, il est rejoint par Sean Takats dans le cadre d'un contrat de recherche post-doctoral. À partir de 2008, Takats et Cohen codirigent le projet avant que ce dernier ne devienne directeur du projet Digital Public Library of America.
Le terme « Zotero » dérive du verbe albanais « zotëroj » qui signifie « s'exercer », dans le sens de « acquérir des compétences par l'exercice ».

### Versions
La première version de Zotero – 1.0.0b2.r1 – est mise à la disposition du public sous la forme d'une extension pour le navigateur Mozilla Firefox le 3 octobre 2006. Avec pour objectif de rassembler une communauté d'utilisateurs, de répondre à leurs attentes et de promouvoir la diffusion du logiciel, le blog du projet est inauguré le 5 octobre. Parallèlement, ses animateurs lancent un appel à candidature et recherchent un développeur et un évangéliste technologique à plein temps pour soutenir le développement.
Dès le 25 octobre 2006, la version 1.0.0b2.r2 de Zotero accompagne la version finale 2.0 de Firefox. Le lendemain, Sean lance un appel via le blog afin de traduire le logiciel à l'aide de BabelZilla. En moins de 24 heures des versions en allemand et en chinois sont éditées tandis que les traductions française, japonaise, néerlandaise et suédoise sont mises en route.
En mai 2009, l'édition de Zotero 1.0.10 remplace la version 1.0.x. Avec la clôture de cette série, le développement sous licence Educational Community License (ECL) s'achève également.
La version 2.0, publiée en février 2010, est dotée de nouvelles fonctionnalités telles que l'indexation de métadonnées, la synchronisation de fichiers et l'organisation de la base de données bibliothèque par groupes/sous-groupes. Dès lors, Zotero est proposé sous licence GPLv3. Le développement de Zotero 2.0.x s'achève en octobre 2010 avec la publication de la version 2.0.9.
Courant mars 2011, Zotero publie une version 2.1 compatible avec le développement 1.0 du langage CSL, plus complet. Dès lors, certains styles publiés selon l'ancienne norme CSL 0.8 devront être mis à jour. Cette version désormais compatible avec Firefox 4 nécessite une version 3.6 ou supérieure du navigateur. Avec cette version, la communauté inaugure également un service de mise en commun (Commons) via Internet Archive
Sorti en janvier 2012, Zotero 3.0 comprend la version stable de Zotero Standalone (cf. ci-après) ainsi que plusieurs nouvelles fonctionnalités majeures, y compris un remaniement de l'interface du plug-in pour Microsoft Word et son extension à LibreOffice.
Depuis juillet 2017, une version 5 est proposée aux utilisateurs : l'association d'une application distincte (Zotero Standalone) à des connecteurs spécifiques par navigateurs. L'extension pour Firefox est ainsi peu à peu abandonnée.
Au début de l'année 2022 sort Zotero 6, présentée comme une version majeure. Parmi les nouvelles fonctionnalités, les utilisateurs retiennent notamment le lecteur de PDF intégré à la fenêtre principale de Zotero (interface à onglets) et la possibilité de les annoter, les surligner puis d'extraire ces éléments vers une note indépendante.
Au mois de mai 2023, la première version bêta publique de Zotero 7 est annoncée sur le forum de discussion de Zotero. Le programme de la version 7 est en cours de réécriture approfondie pour prendre en compte notamment les dernières avancées réalisées en matière de hardware et de système d'exploitation. La version 7 de Zotero sera disponible en mode natif pour les ordinateurs Macintosh dotés de puces Apple silicon (générations M1, M2, M3…, « System on a Chip (SoC) », Système sur une puce). Zotero 6, écrit uniquement pour les processeurs Intel, nécessite encore Rosetta 2, la dernière mouture du traducteur à la volée de code binaire d'Apple, pour tourner sur les mac à processeur ARM.
En janvier 2024, une refonte majeure de l'interface graphique de Zotero est annoncée sur le forum de discussion. Incluse dans la dernière version de Zotero 7 bêta, elle est directement accessible aux développeurs et aux bêta-testeurs. Le nouveau design présente un aspect plus ergonomique et moderne tout en restant familier aux utilisateurs de longue date de Zotero. Il s'accompagne également d'une version rafraîchie du logo de Zotero.
En août 2024, la version stable de Zotero 7 est publiée, suivie rapidement d'une première mise à jour (7.0.1) et d'une nouvelle version de son connecteur pour le navigateur Chrome qui posait problème.

### Zotero standalone
Initialement publié en janvier 2011 sous une version bêta, Zotero Standalone permet à Zotero de fonctionner sans navigateur web. C'est donc un programme indépendant. Basé sur le logiciel libre XULRunner, Zotero Standalone est disponible sous système Microsoft Windows, GNU/Linux et macOS. Des connecteurs sont disponibles pour associer Zotero Standalone aux navigateurs Web Safari, Firefox et Chrome.

### Zotero for mobile
Une version de Zotero pour iPhone et iPad est disponible sur l'App Store. Différentes applications pour Android existent aussi sur Google Play, mais elles ont été développées de façon indépendante : Zoo for Zotero, ZotDroid, ZotEZ2. ZotFile, est également un plugin permettant de synchroniser des fichiers PDF de la librairie Zotero avec un lecteur de PDF mobile (par exemple sur une tablette Android). Fin décembre 2023, la disponibilité d'une version bêta de Zotero pour le système d'exploitation Android (smartphones et tablettes) est annoncée sur le forum de discussion Zotero.

## Caractéristiques

### Capture des notices, des données et fichiers sur le web
L'outil est construit sur un mode collaboratif et les utilisateurs sont invités à proposer de nouveaux translators pour les sites intéressants qui ne sont pas encore disponibles. La sollicitation est la même pour les formats d'import-export (fichiers .rdf).
Sur de nombreux sites Web tels que les catalogues de bibliothèque (sudoc, bnf, etc.), HAL, OpenEdition Journals, Hypotheses, Persée, Google Scholar, Google Livres, Amazon, Wikipédia et les sites Web des éditeurs, Zotero affiche à l'extrémité droite de la barre d'adresse une icône représentant un livre, un article ou une autre ressource en cours de visualisation (image, billet de blog, etc.). En cliquant sur cette icône, les informations de référence du document sont enregistrées dans la bibliothèque Zotero de votre navigateur.
Zotero peut également enregistrer une copie de la page web ou, dans le cas d'articles scientifiques, une copie du fichier PDF texte intégral et ainsi archiver leurs données sous formats numériques. Les utilisateurs peuvent également ajouter des notes, étiquettes, pièces jointes, et leurs propres métadonnées aux notices bibliographiques, organisant leur bibliothèque numérique selon leurs désirs.
À partir d'un compte en ligne, les ressources peuvent être synchronisées ou partagées au sein d'un groupe, mais uniquement si le groupe est privé (les membres devant être acceptés par l'administrateur du groupe).

### Fonctionnalités d'aide à la rédaction de publication
Lors de la rédaction d'un texte à l'aide d'un des principaux logiciels de traitement de texte, il est possible de créer un appel de référence bibliographique (dans le texte ou en note en bas de page par exemple). La création de cet appel ouvre une fenêtre de recherche pour choisir la référence bibliographique voulue et préalablement stockée dans la bibliothèque Zotero. Dès les premiers caractères écrits une liste de choix de références bibliographiques est proposée au rédacteur qui peut alors sélectionner celle désirée et qui, dès lors, se place dans le texte rédigé à l'endroit voulu. Parallèlement, il est possible d'éditer en fin de rédaction la liste complète des références bibliographiques mentionnées dans le texte et ainsi proposer une bibliographie automatisée et exhaustive des références mobilisées selon une mise en forme préalablement définie à l'aide d'un style.
De nouveaux greffons sont régulièrement développés par la communauté des utilisateurs dans le but d'améliorer la fonctionnalité du logiciel tandis que le nombre de styles proposés augmente. De plus en plus de comités de rédaction de revue ou d'éditeurs proposent des styles conformes à leur politique éditoriale. Des communautés (linguistiques, disciplinaires, etc.) d'utilisateurs développent également des styles standards (normes NF Z44-005 ou ISO 690-2) ou particuliers répondant ainsi à certaines spécificités et besoins.
Le logiciel Zotero a été le premier à adopter le langage de style Citation (CSL). La communauté regroupe l'ensemble de ces styles au sein d'une plateforme de dépôt qui constitue actuellement la plus vaste base de données de styles CSL en accès libre.

### Modèle de citation de Wikipédia
Zotero permet d'exporter et d'importer facilement les références bibliographiques de Wikipédia. En tant que lecteur, il est facile d'extraire la bibliographie d'une page Wikipédia et de la copier dans un document qui nécessite des normes bibliographiques différentes. Inversement, Zotero permet de créer facilement le code Wiki du livre à référencer ; pour cela, il suffit de consulter la page du livre de sites comme Amazon, Gallica, Google Livres, WorldCat, la Fnac, etc.

### Autres caractéristiques
Zotero est reconnu comme suivant la recommandation bibliographique de Vancouver pour les publications médicales.

## Financement du projet
Le développement de Zotero a été financé par les parrainages des fondations Andrew William Mellon et Alfred P. Sloan et de l'Institut des services des musées et des bibliothèques, ainsi que par des dons privés, en particulier ceux des utilisateurs. Le CHNM propose aussi aux usagers un abonnement payant pour le stockage de fichiers au-delà du quota de base.

## Formations
Convaincues de l'intérêt du logiciel (logiciel libre, qualités techniques, gratuité), de nombreuses bibliothèques, notamment universitaires, promeuvent cet outil auprès de leurs communautés d'enseignants-chercheurs et d'étudiants.
C'est le cas de la Bibliothèque de l'EPFL (Lausanne, Suisse) qui, dans le cadre de ses formations à la littératie informationnelle, recommande Zotero et accompagne les étudiants et doctorants dans sa prise en main : les bibliothécaires ont créé un personnage appelé Dr Zotero, pour leurs ateliers de formation à la gestion bibliographique.

## Plainte d'Endnote
Le 5 septembre 2008, la compagnie Thomson Reuters, éditrice du logiciel EndNote, a déposé plainte contre l'État de Virginie et l'université George-Mason, pour violation du contrat de licence utilisateur final (CLUF) d'EndNote. Le plaignant accusait les développeurs de Zotero d'avoir utilisé la rétro-ingénierie pour analyser le code d'EndNote afin d'offrir la possibilité de conversion de son format propriétaire « .ens » en un format libre (CSL). Thomson Reuters réclamait 10 millions de dollars à titre des dommages et intérêts.
Dans un communiqué, les instances universitaires annoncèrent que l'université George-Mason ne renouvellerait désormais plus ses licences EndNote. La déclaration affirmait également que « toutes les choses créées par les utilisateurs de Zotero appartiennent à ces utilisateurs, et que l'utilisation de données depuis et vers Zotero doit être aussi facile que possible pour les utilisateurs, sans obstacles. »
En écho à l'affaire, la revue Nature publia un éditorial rappelant « les vertus de l'interopérabilité et de facilité de partage des données entre chercheurs... Imaginez, par exemple, que les fichiers Microsoft Word ou Excel ne puissent être ouverts et sauvegardés que dans leurs formats propriétaires. Il serait alors impossible pour OpenOffice et d'autres logiciels de lire et de sauvegarder ces fichiers en utilisant des standards ouverts – comme ils peuvent le faire légalement. »
L'affaire fut rejetée le 4 juin 2009 pour défaut de compétence. Toutefois, le 18 décembre 2009, la Cour suprême de Virginie autorisa Thomson Reuters à interjeter appel de la décision. Mais, le 11 janvier 2011, Thomson Reuters abandonna sa procédure[réf. nécessaire].